# Fitomelatonina
La fitomelatonina, o melatonina vegetale, ha la stessa struttura chimica della melatonina prodotta dal corpo umano e, come nell'uomo, anche nelle piante regola i cosiddetti cicli circadiani: i movimenti delle foglie e dei fiori durante la notte, la crescita della pianta e la germinazione del seme. La fitomelatonina assicura ai vegetali protezione dall'esposizione ai raggi solari e dalle intemperie.

## Storia: dalla Melatonina alla Fitomelatonina
Negli ultimi anni l'interesse per la melatonina e per le sue funzioni fisiologiche si è ampliato dagli animali superiori agli altri. Infatti, si è scoperto che la melatonina, inizialmente considerata come ristretta ai vertebrati, è una molecola ubiquitaria, presente in organismi appartenenti a taxa filogenicamente molto lontani.
La melatonina è stata identificata in tutte le classi di Vertebrati: gli Agnati (ad esempio la lampreda), i Pesci (sia Condroitti che Osteitti), gli Uccelli (come polli e quaglie) e i Mammiferi. In questo ampio gruppo la melatonina è stata trovata nei topi, nei ratti, nei criceti, negli scoiattoli, nei maiali, nelle mucche, nelle pecore, nei cavalli, nei cani, nelle scimmie e negli uomini (van Vuuren et al., 1992; Arendt, 1998). La vastità di informazioni riguardanti la presenza di melatonina nel Regno Animale è confermata da innumerevoli pubblicazioni.
La molecola melatonina sembra essere stata evolutivamente conservata, ne è dimostrata la presenza in numerosi organismi filogenicamente distinti e facenti parte dei Procarioti (Rhodospirillum rubrum), Lieviti (Saccharomyces cerevisiae), Cloroficee), Drosophila melanogaster e Drosophila simulans, Molluschi (Sepia officinalis). Questi dati hanno spinto i ricercatori e verificarne la presenza anche nelle piante. Le indagini sono state rivolte, inizialmente, su piante coltivabili e officinali, su frutti e vegetali e anche in questo caso è stata confermata la sua presenza.
| Genere e Specie         | Famiglia       | Nome Comune  | pg/ml |
| ----------------------- | -------------- | ------------ | ----- |
| Beta vulgaris           | Chenopodiaceae | Barbabietole | 5     |
| Cucumis sativus         | Cucurbitaceae  | Cetrioli     | 43    |
| Musa sapientum          | Musaceae       | Banane       | 233   |
| Lycopersicon esculentum | Solanaceae     | Pomodori     | 253   |

| Genere e Specie       | Famiglia      | Nome Comune | pg/g            |
| --------------------- | ------------- | ----------- | --------------- |
| Actinidia chinensis   | Actinidiaceae | Kiwi        | 24,4 +- 1,7     |
| Allium cepa           | Liliaceae     | Cipolle     | 31,5 +- 4,8     |
| Ananas comosus        | Bromeliaceae  | Ananas      | 36,2 +- 8,4     |
| Angelica keiskei      | Apiaceae      | Angelica    | 623,9 +- 63,1   |
| Asparagus officinalis | Liliaceae     | Asparagi    | 9,5 +- 3,2      |
| Avena sativa          | Poaceae       | Avena       | 1796,1 +- 43,3  |
| Brassica campestris   | Brassicaceae  | Rape        | 657,2 +- 29     |
| Brassica oleracea     | Brassicaceae  | Cavoli      | 107,4 +- 7,3    |
| Cucumis sativus       | Cucurbitaceae | Cetrioli    | 24,6 +- 3,5     |
| Daucus carota         | Apiaceae      | Carote      | 55,3 +- 11,9    |
| Festuca arundinacea   | Poaceae       | Tallfescue  | 5288,1 +- 368,3 |
| Malus domestica       | Rosaceae      | Mele        | 47,6 +- 3,1     |
| Oryza sativa japonica | Poaceae       | Riso        | 1006 +- 58,5    |
| Raphanus sativus      | Brassicaeae   | Ravanello   | 112,5 +- 10,3   |
| Zea mays              | Poaceae       | Mais        | 1366,1 +- 465,1 |
| Zingiber officinale   | Zingiberaceae | Zenzero     | 583,7 +- 50,3   |

| Genere e Specie      | Famiglia     | Nome Comune | Note                   | ng/g         |
| -------------------- | ------------ | ----------- | ---------------------- | ------------ |
| Achillea millefolium | Asteraceae   | Millefoglio | pianta giovane in toto | 45,4 +- 34,1 |
| Althaea officinalis  | Malvaceae    | Altea       | pianta giovane in toto | 23,1 +- 14,5 |
| Hypericum perforatum | Hypericaceae | Iperico     | fiori secchi           | 11,7 +- 8,8  |
| Lippia citriodora    | Verbenaceae  | Citronella  | pianta giovane in toto | 16,6 +- 3,6  |
|                      |              |             | foglie secche          | 22,3 +- 25,8 |
| Melissa officinalis  | Labiateae    | Melissa     | pianta giovane in toto | 15,6 +- 18,0 |
| Pimpinella saxifraga | Apiaceae     | Tragoselino | radice secca           | 22,9 +- 19,7 |
| Menta piperita       | Labiateae    | Menta       | pianta giovane in toto | 19,3         |
|                      |              |             | foglie secche          | 20,0 +- 14,8 |
| Salvia officinalis   | Lamiaceae    | Salvia      | pianta giovane in toto | 32,8 +- 29,5 |
|                      |              |             | foglie secche          | NI           |
| Thymus vulgaris      | Lamiaceae    | Timo        | pianta giovane in toto | 30,4 +- 12,1 |
|                      |              |             | foglie e rami secchi   | 26,0 +- 14,3 |

## Significato della Fitomelatonina
È stato proposto che anche nelle piante la melatonina possa giocare un ruolo nella misura del tempo fotoperiodico e nella regolazione dei cicli circadiani e in Chenopodium rubrum è stato osservato un ritmo periodico nel contenuto di melatonina.

### Attività antiossidante
Nelle piante, la melatonina può giocare un ruolo importante a protezione dei radicali liberi e, generalmente, come agente antiossidante. In accordo a questa ipotesi, si è osservato che nei due cultivar di Nicotiana tabaccum che mostrano diversa sensibilità all'ozono, probabilmente per deficienza nel sistema antiossidante, anche il contenuto di melatonina risulta diverso.
La melatonina può quindi giocare un ruolo in tutti quei fenomeni dove sia coinvolto danno ossidativo, come l'esposizione a condizioni di stress (alte o basse temperature, inquinanti, ozono, raggi UV).
La distruzione causata dai radicali liberi colpisce virtualmente tutte le macromolecole includendo sia il DNA mitocondriale che nucleare. Nelle cellule dei mammiferi, la melatonina entra nel nucleo. Supponendo che questo sia vero anche nelle piante, la melatonina potrebbe essere in una posizione tale da prevenire l'attacco dei radicali liberi sul DNA nucleare: il risultato potrebbe essere quello di offrire una protezione in situ del genoma e così preservare le successive generazioni di piante. Infine, determinate piante, come quelle alpine, hanno un'elevata tolleranza ai metalli tossici assorbiti da suoli contaminati. la resistenza di alcune di queste piante agli agenti tossici può essere in relazione ai loro livelli intrinseci di melatonina.
Le piante cresciute in alta montagna, in un ambiente maggiormente esposto a stress ossidativi da ozono e radiazione UV, potrebbero quindi presentare un maggiore contenuto in melatonina.
In alta montagna (1000-3500m) i livelli di ozono e luce ultravioletta, nettamente superiori, possono essere pericolosi per le piante. Di fatto l'ozono ad altre concentrazioni riduce l'altezza delle piante, causa ferite alle foglie a tutti i livelli di crescita, e progressivamente riduce il peso dei frutti al tempo della fioritura. Inoltre, in alta montagna, devono essere considerati altri fattori come le variazioni di temperatura, umidità e fotoperiodo nei ritmi stagionali, la varietà del suolo, per esempio la composizione della roccia o il pH, che possono rapidamente cambiare secondo il substrato geologico. Ne segue che le piante alpine sono sottoposte ad un maggiore stress ossidativo, e questo è a spiegazione delle maggiori concentrazioni di melatonina identificate in queste piante. Nel caso esista una correlazione tra l'indice di ozono e/o UV e la concentrazione di melatonina, il contenuto di melatonina stessa può essere proposto come indice di stress ossidativo.
Per ridurre e neutralizzare i radicali liberi la melatonina possiede anche dei meccanismi indiretti, stimola l'attività di enzimi antiossidanti, inibisce quelli ossidanti, agisce da chelante dei metalli di transizione.
Alla base di questa attività di difesa sta la caratteristica struttura chimica della melatonina. Le sue proprietà lipofile e idrofile le permettono di penetrare in tutti i compartimenti intracellulari e proteggere così tutte le parti della pianta. La lipofilia è di primaria importanza per l'attività svolta a livello dei semi, dove, prevenendo la perossidazione lipidica, preserva i tessuti germinativi e riproduttivi.

### Regolazione fotoperiodica
Le omologie superficiali tra il fotoperiodismo negli animali rivisto da Reiter (1991) e nelle piante, studiato da O'Neill (1992) hanno fatto sì che fossero ragionevolmente plausibili i seguenti altri ruoli della melatonina. La melatonina è il "night signal" che traduce le informazioni dai fotorecettori agli organi bersaglio. In modo simile, nelle piante, l'informazione è tradotta dai fotorecettori nella foglia al corrispondente meristema apicale, presumibilmente attraverso un intermediario chimico che segnala il buio.
La sintesi di melatonina è regolata da segnali di "output" dal "peacemaker circadiano animale", il nucleo soprachiasmatico. La melatonina sembra anche essere un segnale di "input" risultando così essenziali per la misurazione dell'intervallo del fotoperiodo.
Si è a lungo pensato che i ritmi circadiani nelle piante, fossero coinvolti nella misurazione del tempo durante l'induzione fotoperiodica fiorale.
Negli animali anche brevi impulsi luminosi sono in grado di sopprimere fortemente i livelli di melatonina. Allo stesso modo, impulsi luminosi che interrompono il periodo di buio, causano forte inibizione dell'induzione fiorale nelle piante brevidiurne.
È stato recentemente dimostrato che la melatonina è in grado di regolare l'espressione genica, e che interagisce con il ciclo cellulare anche nelle cellule della pianta, probabilmente attraverso la sua interazione con il citoscheletro. L'arrivo dello stimolo fiorale all'interno dell'apice vegetativo provoca un cambiamento sia dell'espressione genica che della morfologia, insieme ad una sincronizzazione dei cicli cellulari all'interno dell'apice stesso.
L'influenza della melatonina sul citoscheletro, che è stata rilevata anche nelle cellule di mammifero, può essere in relazione all'alta affinità che la melatonina ha con la calmodulina.
La melatonina è quindi presente nei tessuti delle piante e regola quei processi che richiedono informazioni circa il tempo e/o la durata della notte. Questi processi includono l'induzione fotoperiodica fiorale, fenomeni circadiani come i movimenti delle foglie, fenomeni giornalieri come la crescita della pianta stessa, e la germinazione del seme.
Alternativamente, la melatonina può agire principalmente come antiossidante o come indicatore molecolare della condizione redox di un organo, ad esempio, durante la maturazione del frutto.

## Fitomelatonina nelle piante alpine
Lavori effettuati su piante alpine selezionare hanno portato a compimento un particolare procedimento estrattivo che permette di standardizzare il titolo quantitativo di melatonina. Ciò ha permesso di ottenere informazioni più certe sulle reali concentrazioni nelle piante e soprattutto di poterle sfruttare terapeuticamente.(fonte non verificabile)

### Piante indagate e risultati ottenuti
Scopo della ricerca era indagare la presenza della melatonina in un estratto ricavato da piante agronomiche, per il successivo uso farmacologico. Le piante oggetto di studio sono state coltivate in agricoltura biologica a 800 metri di altezza in territorio trentino. Fra le varie piante analizzate, le più interessanti si sono dimostrate l'Avena, l'Achillea e la Salvia.
- "Avena sativa", pianta erbacea annuale della famiglia delle "Poaceae". La droga è costituita dai semi; principi attivi caratteristici della pianta sono: amido, vitamina B1, B2, B6; alcaloidi; triterpeni e saponosidi steroidei.
- "Achillea millefolium", pianta erbacea della famiglia delle "Asteraceae", chiamata volgarmente Millefoglie. La droga è costituita dai fiori ligulati, bianchi o rosati, dove sono contenuti lattoni, sesquiterpeni, flavonoidi, acido salicilico e alcaloidi.
- "Salvia officinalis", suffrutice della famiglia delle "Lamiacee" (o "Labiatae"). Le foglie persistenti e ricche di peli secretori costituiscono la droga, dalle quali si ricava un'essenza ricca di composti vari.

In seguito all'estrazione, i campioni sono stati sottoposti a valutazione qualitativa e quantitativa. Due diversi metodi di analisi a Cromatografia liquida ad alta prestazione-HPLC (HPLC associata a rilevatore elettrochimico e HPLC associata a rilevatore a fluorescenza) hanno permesso di ottenere sia lo spettro cromatografico della identificazione qualitativa della melatonina che le concentrazioni di sostanza presenti nelle piante in esame.
Dopo aver analizzato il contenuto di ciascun specie, si sono ricavate dalle piante alpine due importanti miscele: un estratto secco e un estratto oleoso, la fitomelatonina. L'estratto secco presenta una concentrazione pari a 3000 ng/g di tessuto. L'estratto oleoso corrispondente alla frazione lipofila di queste piante, risulta possedere 2000 ng/g di tessuto.

## Fitomelatonina: caratteristiche dell'estratto oleoso
La fitomelatonina corrisponde alla parte lipofila ricavata dagli estratti di Avena, Achillea e Salvia. L'estratto si presenta come un liquido oleoso, dall'aspetto limpido, di colore giallo ambrato, e con un odore caratteristico proprio.
Nella composizione dell'olio rientrano numerose sostanza proprie di ciascuna pianta, che agiscono potenziando le proprietà della melatonina. Sommariamente possiamo identificare tre classi fondamentali: acidi grassi, steroidi e agenti antiossidanti (tocoferoli e tocotrienoli).